# Palácio Real de Riofrio
O Palácio Real de Riofrio (espanhol: Palacio Real de Riofrío) é uma das residências da Família Real Espanhola, administrado pelo Património Nacional de Espanha, que administra os bens do estado a serviço da Coroa. Trata-se de um Bosque no município de Santo Ildefonso, em Segóvia, a 11 km da cidade que deu nome ao município. 
Situa-se perto das cidades de Navas de Riofrio e La Losa. O palácio é em estilo italiano, com um quadrado e três andares, idealizado pelo arquiteto italiano Virgílio Rabaglia à imagem e semelhança ao Palácio Real de Madrid. 
De interesse do Museu Hunt, além do pátio, a escadaria, a capela e sua coleção de pinturas, tapeçarias e mobiliário. É cercado por um grande Bosque de 625 hectares, habitado por cervos e veados, entre outros animais nativos.

## História
A rainha Isabel Farnésio, segunda esposa de Filipe V de Espanha desejava ardentemente que seu filho Carlos se tornar se rei da Espanha, mas seguindo a ordem dinástica de sucessão a coroa, que correspondia aos dois filhos mais velhos do rei Filipe V de Espanha, Luís e Fernando, dois filhos de sua primeira esposa Maria Luísa de Saboia. Mas a rainha não cedeu em perder sua influência política e nos assuntos de Estado. Luís ascendeu ao trono em 1724 após a abdicação do rei Filipe V de Espanha, mas morreu depois de 7 meses de reinado, de modo que Filipe V de Espanha teve que retomar a coroa até sua morte em julho de 1746. 
Este ano, ascendeu a coroa Fernando VI, que, cansado da constante interferência da rainha Isabel Farnésio nos assuntos do Estado, ordenou-lhe construir um palácio para mantê-la fora da corte. Foi assim que, obedecendo a vontade de Fernando VI, Isabel Farnésio foi construído este palácio em 1751 em uma antiga loja de caça na província de Segóvia. 

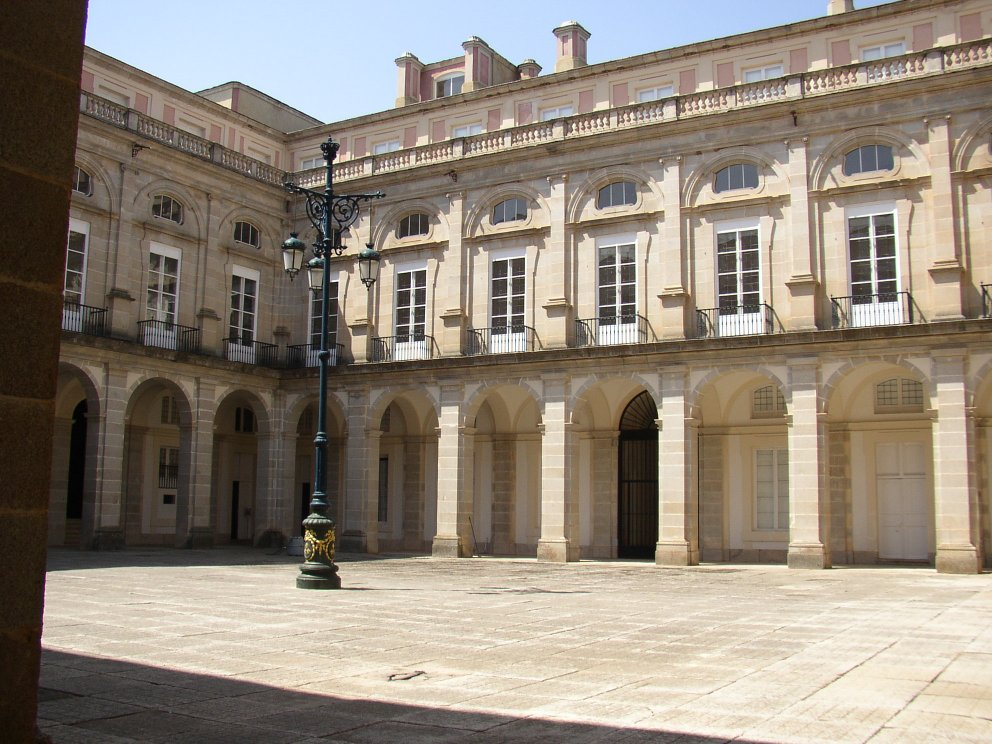
Interior do Palácio

Antes de concluir as obras, o rei Fernando VI de Espanha morreu sem deixar descendentes, assim que Isabel Farnésio obteve o seu desejo e seu filho Carlos III, então rei de Nápoles foi chamado para assumir o trono de Espanha. Desaparecendo, daí a necessidade de viajar para Riofrio, de modo que, apesar de concluída a construção do Palácio, a rainha Isabel Farnésio nunca residiu ali.
O palácio foi utilizado por sucessivos soberanos espanhóis, quando saiam para caçar nos Bosques de Riofrio. Só foi habitado como residência por Dom Francisco I, consorte real da rainha Isabel II, que se aposentou em Riofrio cansado das infidelidades da esposa, e Afonso XII, após a morte da rainha D. Mercedes; dessas datas impera a decoração real dos quartos que ocuparam, e o piso principal. No restante desta planta pode visitar o museu da caça, um dos mais importantes do seu gênero.